# S Tennis Masters Challenger 1994
L'S Tennis Masters Challenger 1994 è stato un torneo di tennis facente parte della categoria ATP Challenger Series nell'ambito dell'ATP Challenger Series 1994. Il torneo si è giocato a Graz in Austria dal 15 al 21 agosto 1994 su campi in terra.

## Vincitori

### Singolare
Francisco Clavet ha battuto in finale  Gilbert Schaller con il punteggio di 6–2, 2–6, 6–4

### Doppio
Hendrik Jan Davids /  Stephen Noteboom hanno battuto in finale  Wayne Arthurs /  Simon Youl con il punteggio di 4–6, 6–3, 7–6